# Trixagus amazonicus
Trixagus amazonicus is een keversoort uit de familie dwergkniptorren (Throscidae). De wetenschappelijke naam van de soort werd in 1966 gepubliceerd door Antonio Cobos Sánchez.